# 王竫婷
王竫婷（1998年2月21日—）是臺灣女子籃球運動員，現效力於電信女籃。王竫婷來自雲林虎尾，自礁溪國中畢業後進入普門高中，擁有U16與U18國手資歷，就讀佛光大學六年，六年以來場均表現為14.6分、7.8籃板、2助攻、1.6抄截，大學最後一年場均可挹注18.1分、7.1籃板、2.7助攻，2022年7月在WSBL選秀第一輪第一順位獲得電信女籃青睞。

## 外部連結
- 王竫婷在fiba.basketball（英语）
- 王竫婷在archive.fiba.com（archived）（英语）
- 王竫婷在fiba3x3.com（英语）
- 王竫婷在Eurobasket.com（球員）（英语）
- 王竫婷在Eurobasket.com（球員）（英语）